# Rauvolfia balansae
Rauvolfia balansae là một loài thực vật có hoa trong họ La bố ma. Loài này được (Baill.) Boiteau miêu tả khoa học đầu tiên năm 1981.